# Shawnee (Ohio)
Shawnee és una població dels Estats Units a l'estat d'Ohio. Segons el cens del 2000 tenia 608 habitants.

## Demografia
Segons el cens del 2000, Shawnee tenia 608 habitants, 207 habitatges, i 157 famílies. La densitat de població era de 118 habitants per km².
Dels 207 habitatges en un 44% hi vivien nens de menys de 18 anys, en un 49,8% hi vivien parelles casades, en un 15% dones solteres, i en un 23,7% no eren unitats familiars. En el 21,3% dels habitatges hi vivien persones soles el 9,7% de les quals corresponia a persones de 65 anys o més que vivien soles. El nombre mitjà de persones vivint en cada habitatge era de 2,94 i el nombre mitjà de persones que vivien en cada família era de 3,27.
Per edats la població es repartia de la següent manera: un 31,9% tenia menys de 18 anys, un 8,7% entre 18 i 24, un 34,2% entre 25 i 44, un 18,1% de 45 a 60 i un 7,1% 65 anys o més.
L'edat mediana era de 31 anys. Per cada 100 dones de 18 o més anys hi havia 102,9 homes.
La renda mediana per habitatge era de 33.229 $ i la renda mediana per família de 37.188 $. Els homes tenien una renda mediana de 30.833 $ mentre que les dones 20.833 $. La renda per capita de la població era d'11.850 $. Aproximadament el 14,7% de les famílies i el 15,6% de la població estaven per davall del llindar de pobresa.

## Poblacions més properes
El següent diagrama mostra les poblacions més properes.